# Mixomelia adda
Mixomelia adda är en fjärilsart som beskrevs av Swinhoe. Mixomelia adda ingår i släktet Mixomelia och familjen nattflyn. Inga underarter finns listade i Catalogue of Life.